# پلریه
پلریه، روستایی است از توابع بخش لاریجان شهرستان آمل در دهستان نمارستاق.
فاصله این روستا از شهرستان آمل 70 کیلومتر می‌باشد.روستای پلریه از شرق با روستای شیخ محله،از غرب با روستای کلری، از جنوب با روستای سلور همسایه هست. همچنین در قسمت شمالی این روستا نیز رشته کوههای البرز قرار دارند.

## جمعیت
این روستا در دهستان نمارستاق قرار داشته و براساس آخرین سرشماری مرکز آمار ایران که در سال ۱۳۸۵ صورت گرفته، جمعیت آن ۳۰۵ نفر (۱۰۱خانوار) بوده‌است.